# Remo nos Jogos Pan-Americanos de 1995
As competições de remo nos Jogos Pan-Americanos de 1995 foram realizadas em Mar del Plata, Argentina. Esta foi a décima segunda edição do esporte nos Jogos Pan-Americanos, tendo sido disputada entre homens e entre mulheres.

## Masculino
| Evento                             | Ouro | Prata                                                                  | Bronze                      |
| ---------------------------------- | --- | ---------------------------------------------------------------------- | --------------------------- |
| Skiff simples detalhes             | Sergio Abel Fernández (ARG) | Cyris Beasley (USA)                                                    | Leonides Samé Sánchez (CUB) |
| Skiff duplo detalhes               | ARG Argentina | BRA Brasil                                                             | CAN Canadá                  |
| Skiff simples peso leve detalhes   | Osmani Martín Hernández (CUB) | Adam Oliver (ESA)                                                      | James Brambel (CAN)         |
| Skiff duplo peso leve detalhes     | USA Estados Unidos Barry Klein Christopher Schulten                                                                                   | CUB Cuba                                                               | CAN Canadá                  |
| Skiff quádruplo peso leve detalhes | CUB Cuba | USA Estados Unidos                                                     | MEX México                  |
| Skiff quádruplo detalhes           | ARG Argentina | USA Estados Unidos David Gleeson Jason Galles Brian Jamieson Tim Young | CUB Cuba                    |
| Dois sem peso leve detalhes        | USA Estados Unidos | CAN Canadá                                                             | MEX México                  |
| Quatro sem peso leve detalhes      | USA Estados Unidos Kone Larin John Velyvis Greg Klingsporn Jonathan Mass                                                              | CAN Canadá                                                             | GUA Guatemala               |
| Oito com peso leve detalhes        | USA Estados Unidos | ARG Argentina                                                          | CUB Cuba                    |
| Dois sem detalhes                  | USA Estados Unidos Don Smith Fred Honebein                                                                                            | ARG Argentina                                                          | BRA Brasil                  |
| Dois com detalhes                  | CUB Cuba | USA Estados Unidos                                                     | ARG Argentina               |
| Quatro sem detalhes                | USA Estados Unidos Steven Srgaloff Jeffrey Klepacki Tom Murray Chris Swan Jim Neil                                                    | CAN Canadá Phil Graham Adam Parfitt Ken Kozel Greg Stevenson           | CUB Cuba                    |
| Quatro com detalhes                | USA Estados Unidos | CAN Canadá                                                             | CUB Cuba                    |
| Oito com detalhes                  | USA Estados Unidos Steven Srgaloff Jeffrey Klepacki Jamie Koven Jon Brown Don Smith Bob Koehler Chip McKibbon Fred Honebein Sean Hail | CAN Canadá                                                             | CUB Cuba                    |

## Feminino
| Event                            | Ouro                                             | Prata              | Bronze                                                                   |
| -------------------------------- | ------------------------------------------------ | ------------------ | ------------------------------------------------------------------------ |
| Skiff simples detalhes           | Silken Laumann (CAN)                             | Ruth Davidon (USA) | María Garisoain (ARG)                                                    |
| Skiff duplo detalhes             | CAN Canadá                                       | USA Estados Unidos | CUB Cuba                                                                 |
| Dois sem detalhes                | USA Estados Unidos Mary McCogg Betsy McCogg      | CUB Cuba           | ARG Argentina                                                            |
| Skiff simples peso leve detalhes | María Garisoain (ARG)                            | Wendy Wiebe (CAN)  | Andrea Bradstret (MEX)                                                   |
| Skiff duplo peso leve detalhes   | ARG Argentina                                    | USA Estados Unidos | MEX México                                                               |
| Skiff quádruplo detalhes         | CAN Canadá                                       | CUB Cuba           | USA Estados Unidos Ruth Davidon Cathy Symon Julia Chillcki Lindsay Burns |
| Dois sem peso leve detalhes      | USA Estados Unidos Ellen Minzner Christine Smith | MEX México         | ARG Argentina                                                            |

## Ligação externa
- Jogos Pan-Americanos de 1995